# بيتر أرتسين
كان بيتر أرتسين (1508- 2 يونيو عام 1575)، المدعو لانغ بيت («بيت الطويل») بسبب طول قامته، رسامًا هولنديًا يتبع أسلوب النهجية الشمالية. يرجع الفضل لبيت في اختراع مشهد النوع الضخم الذي يجمع بين الطبيعة الصامتة ورسم النوع، وغالبًا ما يتضمن أيضًا مشهدًا توراتيًا في الخلفية. نشط بيت في مدينته الأم أمستردام، لكنه عمل أيضًا لفترة طويلة في أنتويرب التي كانت مركز الحياة الفنية في هولندا في ذلك الوقت.
أثرت مشاهد النوع الخاصة به في الرسم الفلمنكي الباروكي اللاحق، وفي الرسم الهولندي للطبيعة الصامتة وأثرت أيضًا في إيطاليا. سبقت مشاهده الفلاحية اللوحات الأكثر شهرة لبيتر بروخل الأكبر في أنتويرب ببضع سنوات.

## حياته وأعماله
ولد أرتسين في أمستردام، وتلقى تدريبه لدى ألارت كلاس، سافر لاحقًا إلى جنوب هولندا وأقام في أنتويرب، مع زميله يان ماندين في بداية الأمر. أصبح أرتسين عضوًا في نقابة القديس لوقا بأنتويرب. سُجل في الكتب الرسمية للنقابة على أنه «لانغي بيتر، شيلدر» (بيتر الطويل، رسام). أصبح بيت في عام 1542 مواطنًا من أنتويرب، وتزوج من كاثلين بوكيلار، ابنة وأخت اثنين من رسامي أنتويرب وعمة يواكيم بوكلير وهويبريشت بوكلير. أنجب الزوجان ثمانية أطفال أصبح ثلاثة أبناء منهم، بيتر وآريت وديرك رسامين ناجحين.
عاد أرتسين إلى أمستردام بين عامي 1555- 1556. كان من بين التلاميذ البارزين الذين تدربوا في ورشته أبناء أخيه سترادانوس وأرتسين ويواكيم بيوكيلر وهويبريشت بوكلير. واصل يواكيم بيوكيلر وطور أسلوب أرتسين ومواضيعه في الرسم.

## العمل
بعد أن بدأ برسم الأعمال الدينية، طور بيت في الخمسينيات من القرن السادس عشر لوحة المشاهد المحلية التي أعاد فيها إنتاج صور للأثاث وأدوات الطبخ والطعام بذوق وواقعية كبيرة. يُطلق على لوحته التي تحمل عنوان دكان اللحام، مع الرحلة إلى مصر (أوبسالا، 1551) «المثال الأول لانقلاب فناني الأسلوبية للطبيعة الصامتة في الرسم الشمالي»، إذ يُعرض الموضوع «الأدنى» بشكل أكثر أهمية من موضوع الرسم القصصي. طور يواكيم في أنتويرب انعكاس مماثل في فن التصوير الطبيعي قبل عدة عقود، عندما اخترع مناظر العالم الطبيعية. على عكس ذلك، تهيمن مادة النوع في أعمال أرستين على مقدمة الصورة، مع مشهد قصصي عادة ما يكون دينيًا وبالتالي يسهل إغفال الخلفية. اعتمدت تقنية التصوير هذه على لوحات فنان آخر من أنتويرب هو جان ساندرز فان هيسمن الذي كانت معالجاته النوعية للمشاهد الدينية والأخلاقية تتضمن مشاهد أصغر في الخلفية بطريقة مماثلة.
في لوحة أوبسالا، تعرض المناطق الواقعة خلف كشك الجزار (من اليسار) منظرًا عبر نافذة الكنيسة، توزع العائلة المقدسة الصدقات في رحلتها، وهناك عامل ينحني إلى الأرض يجمع المحار والبلح لمجموعة مبتهجة من الناس في غرفة خلفه (يُعتقد بأنه يشجع الشهوة). تعلن اللافتة الموجودة في أعلى اليمين أن الأرض الواقعة خلفها للبيع. تقدم اللوحة للمشاهد مجموعة من الخيارات للحياة، في قصة رمزية عن الطعام الجسدي والروحي. تحمل اللوحة شعار النبالة لأنتويرب مما يوحي بأنها لجنة مدنية ربما من قبل نقابة الجزارين الأغنياء. رُسمت هذه الموضوعات في الغالب قبل نحو عام 1560.